# Brighton và Hove
Brighton và Hove là một là một khu vực thẩm quyền đơn nhất và thành phố trên bờ biển phía nam nước Anh. Đây là thành phố nghỉ dưỡng ven biển đông dân nhất của nước Anh. Cơ quan thẩm quyền đơn nhất được hình thành từ sự hợp nhất của Brighton, phần chính của thành phố với khoảng 155.000 dân trong tổng dân số 273.400, với thị trấn gần đó Hove vào năm 1997, chính thức được Nữ hoàng Elizabeth II cấp tư cách thành phố trong một phần của các lễ kỷ niệm thiên niên kỷ vào năm 2000. "Brighton" thường gọi đồng nghĩa với tên gọi chính thức "Brighton và Hove" tên mặc dù nhiều người dân địa phương vẫn còn xem hai thành thị này là các đô thị riêng biệt. Khu vực đô thị Brighton và Hove có dân số hơn 460.000 người. Thành phố này gần đây nổi tiếng với một cộng đồng người đồng tính lớn và với cuộc sống về đêm và văn hóa nghệ thuật. Thành phố này còn nổi tiếng với đội bóng đá Brighton & Hove Albion FC (thường được gọi là "Brighton" hoặc "Albion"). Họ hiện đang chơi trong giải vô địch Football League tại sân vận động Amex, mở cửa vào năm 2011. 
Brighton và Hove là một phần của khu vực đô thị Brighton / Worthing / Littlehampton, khu vực đô lớn thứ 12 tại Vương quốc Anh. Dọc theo khu vực bờ biển phía nam, có ít hoặc không có khoảng cách nông thôn giữa các thị trấn và thành phố lớn. Trực tiếp về phía tây là Southwick và sau đó Shoreham-by-Sea, và một khoảng cách ngắn đến phía đông Peacehaven và Newhaven.